# Obersturmbannführer
Obersturmbannführer („ofițer superior la comanda unităților de asalt”) a fost un grad paramilitar al Partidului Nazist german, utilizat atât de către trupele SA, cât și de SS. A fost creat în 1932 pentru a împărți onoruri și a eleva cadre de ofițeri superiori gradului de Sturmbannführer, pe măsură ce trupele SA au crescut numeric. Devenit simultan și un grad în SS. Gradul de Obersturmbannführer era echivalent cu cel de Oberstleutnant (locotenent-colonel) din Wehrmacht (armata germană) și inferior cu o treaptă gradului de Standartenführer (colonel).

## Însemnele de grad

Însemnele de grad pentru SS-Obersturmbannführer

Însemnele gradului de Obersturmbannführer erau patru pătrate argintii, așezate paralel, dar ușor rotite în sens orar pe un câmp paralelogramic cu câte un dublu cerc centrat, de la care porneau linii radiale spre toate direcțiile. Câmpul era completat cu o linie dublă, paralelă cu latura din stânga a paralelogramului câmpului însemnului. Câmpul petlițelor era bordat cu același împletitură ornamentală ca și a gradului de Oberstleutnant al Armatei Germane. 

## Obersturmbannführer-i proeminenți
Printre Obersturmbannführer-ii de marcă au fost compozitorul Carl Orff (care a compus Carmina Burana) și criminalii de război Rudolf Höss și Adolf Eichmann. Höss a fost comandantul lagărului de exterminare Auschwitz, iar Eichmann a fost principalul organizator și conducător al Soluției finale (în germană: Endlösung), sintagmă pentru politica nazistă de exterminare a raselor «inferioare». 
Eichmann a fost promovat la gradul de Obersturmbannführer în 1940, în timpul Conferinței de la Wannsee, care a marcat începutul aplicării Endlösung. La procesul lui Eichmann din 1962, acuzatorul principal, Gideon Hausner, procurorul general al Israelului, a subliniat semnificația și importanța gradul de Obersturmbannführer purtat de Eichmann: în timp ce Eichmann încerca să-și justifice faptele, pretinzând că era doar un banal funcționar executant de ordine, procurorul Hausner l-a întrebat: „Erați un Obersturmbannführer, sau doar o fată care lucra în acel birou?”.